# Улица 9 Ноября (Новосибирск)
Улица 9 Ноября́ (до 1924 года — Самарская) — улица в Октябрьском районе Новосибирска. Находится в историческом Закаменском районе города. Состоит из двух отдельных улиц, разделённых жилым кварталом.

## Название
3 июля 1924 года решением Новониколаевского губисполкома Самарская улица была переименована в улицу 9 Ноября. Причиной переименования послужило то, что 9 ноября 1917 года в Новониколаевск (совр. Новосибирск) поступило телеграфное сообщение о совершении Октябрьской революции в Петрограде.

## Расположение
Первая часть улицы начинается в административно-жилом квартале, образованном улицами Нижегородской, Бориса Богаткова, Якушева и Восход, к которой она примыкает. Вторая часть расположена к северо-западу по отношению к первой части, начинается от улицы Сакко и Ванцетти и заканчивается в жилом квартале, где с юго-западной стороны на красную линию улицы выходит жилой дом по улице Декабристов, 41. С северо-восточной стороны эту часть улицы формируют десятиэтажный дом по улице Сакко и Ванцетти и четыре одноэтажных дома по улице 9 Ноября, с северо-западной стороны от улицы находится Сибирский институт управления.